# Cedar Run
Cedar Run es un área no incorporada ubicada en el condado de Lycoming en el estado estadounidense de Pensilvania. Cedar Run se encuentra dentro del municipio de Brown.

## Geografía
Cedar Run se encuentra ubicada en las coordenadas 41°31′21″N 77°26′45″O / 41.52250, -77.44583.